# Shiren
Shiren (kinesiska: 石人乡, 石人) är en socken i Kina. Den ligger i provinsen Sichuan, i den sydvästra delen av landet, omkring 390 kilometer öster om provinshuvudstaden Chengdu. Antalet invånare är 2 594. Befolkningen består av 1 299 kvinnor och 1 295 män. Barn under 15 år utgör 23,0 %, vuxna 15-64 år 59 %, och äldre över 65 år 16,0 %.
Genomsnittlig årsnederbörd är 1 660 millimeter. Den regnigaste månaden är september, med i genomsnitt 325 mm nederbörd, och den torraste är december, med 10 mm nederbörd.